# Andrea Corsini, V principe di Sismano
Andrea Corsini, V principe di Sismano (Firenze, 16 luglio 1804 – Roma, 5 marzo 1868), è stato un nobile, politico e diplomatico italiano.

## Biografia

### I primi anni
Figlio di Tommaso, IV principe di Sismano, e di sua moglie, la baronessa austriaca Antonia Hayek von Waldstätten, Andrea Corsini nacque a Firenze nel 1804. Avviato dal padre alla carriera politica, ebbe un'educazione spiccatamente umanistica come compagno di studi di Francesco Bonaini e si laureò in giurisprudenza presso l'Università di Pisa. Fu membro dell'Accademia dei Georgofili.
Come esponente dell'aristocrazia fiorentina ebbe modo di mettersi in luce con il granduca Leopoldo II di Toscana. Nel 1842, si portò a Torino a seguito del padre come inviato straordinario in occasione delle nozze di Vittorio Emanuele II di Savoia. Nel 1848 il granduca lo nominò suo senatore, malgrado tra il 1833 ed il 1837 lo avesse tenuto sotto stretta osservazione per sospette irregolarità finanziarie, e comunque destituendolo de facto dalla carica di maggiore della guardia civica fiorentina. Il Corsini ripagò tale fiducia accompagnando l'anno successivo il granduca in esilio quando venne costretto a fuggire temporaneamente a Gaeta.

### Ministro degli esteri del Granducato di Toscana
Dal 28 luglio del 1849 e sino al 1856, ricoprì l'incarico di ministro degli esteri del granducato di Toscana. Pur non disponendo di un'adeguata preparazione in campo diplomatico e trovandosi a gestire la difficile situazione in rapporto col ferreo comandante austriaco Konstantin d'Aspre, subì quasi passivamente il condizionamento che perveniva al suo governo da Vienna, propendendo comunque e sempre alla conservazione dei principi fondamentali dello statuto concessi dal granduca nel 1848 e alla salvaguardia dell'ordine pubblico. Venne chiamato a mediare proprio la posizione dell'esercito imperiale austriaco, intervenuto in Toscana per mantenere l'ordine in un territorio appartenente a una casata collaterale degli Asburgo senza comunque che tale operazione potesse apparire agli occhi del popolo toscano come un'invasione.
L'altra priorità del Corsini in campo di relazioni estere fu la necessità di ristabilire delle corrette relazioni diplomatiche con gli altri stati della penisola, scontrandosi in questo col ministro plenipotenziario austriaco Karl Alexander von Hügel, il quale pretendeva che le relazioni della Toscana fossero ora gestite in prima istanza dal governo viennese, costituendo una comune rappresentanza diplomatica. Pur sotto pesante pressione da parte degli austriaci, il Corsini mantenne saldamente le sue posizioni, come pure nell'ambito della convenzione militare firmata con l'impero austriaco: da un lato il Corsini desiderava conservare l'ordine pubblico delle istituzioni toscane, dall'altro non desiderava prolungare troppo la permanenza delle truppe austriache in Toscana. In quest'ultimo caso, ad ogni modo, le richieste del Corsini rimasero inascoltate e l'Austria ottenne la piena giurisdizione sui cittadini toscani durante il periodo di emergenza, e addirittura Hugel ottenne in questo l'appoggio di Felix Schwarzenberg, ministro degli esteri imperiale. Di fronte alla durezza dei comunicati che gli pervennero da oltralpe, il Corsini minacciò le proprie dimissioni da ministro ed alla fine si giunse ad un compromesso secondo il quale l'Austria cedette la giurisdizione militare sui cittadini e concesse ai suoi soldati di rimanere sul suolo toscano il tempo necessario unicamente a ristabilire l'ordine, condizione che sarebbe stata accertata bilateralmente.
Nel 1850, Andrea Corsini accompagnò il granduca Leopoldo II nel suo viaggio a Vienna con tutta la famiglia granducale, ma cogliendo altresì l'occasione per discutere di alcune questioni di ordine e andamento internazionale col suo omologo imperiale, ma anche in questo caso la sua azione venne marginalizzata.
Nei primi anni '50, il Corsini venne coinvolto in una serie di operazioni minori come la questione diplomatica sorta a seguito della condanna di due cittadini pisani accusati di far proselitismo a favore dei protestanti, fatto che aveva scatenato le ire del re di Prussia e di Alberto di Sassonia-Coburgo-Gotha, principe consorte inglese. Oppure le proteste che il governo toscano, filo-austriaco, mosse alla nomina di Antonio Casati, figlio del capo politico delle Cinque Giornate milanesi, Gabrio, nella legazione piemontese per la Toscana.
Nel 1855, infine, le truppe austriache lasciarono il suolo toscano, ma l'anno successivo il Corsini, con la morte del padre e l'eredità dei suoi ricchi possedimenti, decise di dimettersi dall'attività di governo per occuparsi della gestione delle sue proprietà. Venne comunque chiamato a corte nell'ottobre di quello stesso anno per essere inviato a Dresda, in Sassonia, per contrattare il matrimonio tra la principessa Anna di Sassonia e l'arciduca Ferdinando d'Asburgo-Toscana. Nel novembre di quell'anno venne nominato gran ciambellano e nel maggio dell'anno successivo divenne presidente della deputazione per la nobiltà e la cittadinanza del granducato.

### La seconda guerra d'indipendenza e gli ultimi anni
Durante gli eventi della seconda guerra d'indipendenza italiana, il Corsini mostrò ancora una volta la propria fedeltà alla causa granducale, mantenendosi in stretto contatto col granduca Ferdinando IV di Toscana che nel frattempo era stato costretto all'esilio ma che egli credeva convinto ad una restaurazione al trono. In questo venne incoraggiato, dopo la firma dell'armistizio di Villafranca, dall'atteggiamento del ministro degli esteri del secondo impero francese, il principe Alexandre Colonna Walewski che si era detto favorevole ai legittimisti. Di fronte all'incalzare di questi scenari, il Corsini fu nuovamente impiegato in campo diplomatico sia a Londra che a Vienna, prendendo poi parte ad un vero e proprio complotto per restaurare il granduca al trono di Firenze. Le lettere di questo complotto, ad ogni modo, finirono nelle mani della polizia sabauda e nello specifico del ministro Bettino Ricasoli che portò avanti un'operazione di sistematico smantellamento dell'organizzazione e numerosi arresti di legittimisti.
Anche quando la Toscana venne annessa al Regno d'Italia, il Corsini continuò a dirsi convinto di una restaurazione dei lorenesi. Per questi motivi venne caldamente invitato ad abbandonare Firenze ed a trasferirsi altrove. Scelse come meta del suo esilio forzato Roma ove morì il 5 marzo 1868. Nei titoli gli succederà il nipote Tommaso, figlio del fratello Neri.

## Matrimonio e figli
Il 30 novembre 1826 a Pisa, Andrea Corsini sposò Luisa Scotto (1808-1868), del conte Amerigo, con la quale ebbe un figlio:
- Amerigo (1835-1853)

## Albero genealogico
|                                             |                                                   |                                                            | Genitori                                                |  |  | Nonni |  |  | Bisnonni                                |  |  | Trisnonni                                 |  |
|                                             |                                                   |                                                            |                                                         |  |  |       |  |  | Filippo Corsini, II principe di Sismano |  |  | Bartolomeo Corsini, I principe di Sismano |  |
|                                             |                                                   |                                                            |                                                         |  |  |       |  |  | Filippo Corsini, II principe di Sismano |  |  | Bartolomeo Corsini, I principe di Sismano |  |
|                                             |                                                   | Vittoria Altoviti                                          |                                                         |  |  |       |  |  | Filippo Corsini, II principe di Sismano |  |  |                                           |  |
| Bartolomeo Corsini, III principe di Sismano |                                                   |                                                            |                                                         |  |  |       |  |  | Filippo Corsini, II principe di Sismano |  |  |                                           |  |
|                                             |                                                   | Ottavia Strozzi                                            | Lorenzo Strozzi, I principe di Forano                   |  |  |       |  |  |                                         |  |  |                                           |  |
|                                             |                                                   | Ottavia Strozzi                                            | Lorenzo Strozzi, I principe di Forano                   |  |  |       |  |  |                                         |  |  |                                           |  |
|                                             |                                                   | Ottavia Strozzi                                            | Maria Teresa Strozzi di Bagnolo                         |  |  |       |  |  |                                         |  |  |                                           |  |
| Tommaso Corsini, IV principe di Sismano     |                                                   | Ottavia Strozzi                                            |                                                         |  |  |       |  |  |                                         |  |  |                                           |  |
|                                             |                                                   | Giulio Cesare Colonna di Sciarra, V principe di Carbognano | Francesco Colonna di Sciarra, IV principe di Carbognano |  |  |       |  |  |                                         |  |  |                                           |  |
|                                             |                                                   | Giulio Cesare Colonna di Sciarra, V principe di Carbognano | Francesco Colonna di Sciarra, IV principe di Carbognano |  |  |       |  |  |                                         |  |  |                                           |  |
|                                             |                                                   | Giulio Cesare Colonna di Sciarra, V principe di Carbognano | Vittoria Salviati                                       |  |  |       |  |  |                                         |  |  |                                           |  |
| Vittoria Colonna                            |                                                   | Giulio Cesare Colonna di Sciarra, V principe di Carbognano |                                                         |  |  |       |  |  |                                         |  |  |                                           |  |
|                                             |                                                   | Cornelia Costanza Barberini, IV principessa di Palestrina  | Urbano Barberini, III principe di Palestrina            |  |  |       |  |  |                                         |  |  |                                           |  |
|                                             |                                                   | Cornelia Costanza Barberini, IV principessa di Palestrina  | Urbano Barberini, III principe di Palestrina            |  |  |       |  |  |                                         |  |  |                                           |  |
|                                             |                                                   | Cornelia Costanza Barberini, IV principessa di Palestrina  | Maria Teresa Boncompagni                                |  |  |       |  |  |                                         |  |  |                                           |  |
| Andrea Corsini, V principe di Sismano       |                                                   | Cornelia Costanza Barberini, IV principessa di Palestrina  |                                                         |  |  |       |  |  |                                         |  |  |                                           |  |
|                                             | Ignaz Michael Josef Philipp Hayek von Waldstätten | Johann Siegmund Hayek von Waldstätten                      |                                                         |  |  |       |  |  |                                         |  |  |                                           |  |
|                                             | Ignaz Michael Josef Philipp Hayek von Waldstätten | Johann Siegmund Hayek von Waldstätten                      |                                                         |  |  |       |  |  |                                         |  |  |                                           |  |
|                                             | Ignaz Michael Josef Philipp Hayek von Waldstätten | Marianne Therese Friderich von Fridstein                   |                                                         |  |  |       |  |  |                                         |  |  |                                           |  |
| Johann Baptist Hayek von Waldstätten        | Ignaz Michael Josef Philipp Hayek von Waldstätten |                                                            |                                                         |  |  |       |  |  |                                         |  |  |                                           |  |
|                                             |                                                   | Maria Josefa von Garnier                                   | Peter von Garnier                                       |  |  |       |  |  |                                         |  |  |                                           |  |
|                                             |                                                   | Maria Josefa von Garnier                                   | Peter von Garnier                                       |  |  |       |  |  |                                         |  |  |                                           |  |
|                                             |                                                   | Maria Josefa von Garnier                                   | ?                                                       |  |  |       |  |  |                                         |  |  |                                           |  |
| Antonia Hayek von Waldstätten               |                                                   | Maria Josefa von Garnier                                   |                                                         |  |  |       |  |  |                                         |  |  |                                           |  |
|                                             |                                                   | Johann Raimund Albrecht von Albrechtsburg                  | Georg Ernst Albrecht von Albrechtsburg                  |  |  |       |  |  |                                         |  |  |                                           |  |
|                                             |                                                   | Johann Raimund Albrecht von Albrechtsburg                  | Georg Ernst Albrecht von Albrechtsburg                  |  |  |       |  |  |                                         |  |  |                                           |  |
|                                             |                                                   | Johann Raimund Albrecht von Albrechtsburg                  | Anna Margarethe Ganser                                  |  |  |       |  |  |                                         |  |  |                                           |  |
| Maria Anna Albrecht von Albrechtsburg       |                                                   | Johann Raimund Albrecht von Albrechtsburg                  |                                                         |  |  |       |  |  |                                         |  |  |                                           |  |
|                                             |                                                   | Maria Anna Klara von Horneck                               | Wilhelm Friedrich Horneck von Hornberg                  |  |  |       |  |  |                                         |  |  |                                           |  |
|                                             |                                                   | Maria Anna Klara von Horneck                               | Wilhelm Friedrich Horneck von Hornberg                  |  |  |       |  |  |                                         |  |  |                                           |  |
|                                             |                                                   | Maria Anna Klara von Horneck                               | Friederika Salome Göler von Ravensberg                  |  |  |       |  |  |                                         |  |  |                                           |  |
|                                             |                                                   | Maria Anna Klara von Horneck                               |                                                         |  |  |       |  |  |                                         |  |  |                                           |  |